# فریدریش گروور
 فریدریش گروور (انگلیسی: Frederick Grover؛ زاده ۱۸۷۶ درگذشته ۳۰ ژانویه ۱۹۷۳) یک فیزیک‌دان بود.